# Saint-Samson (Calvados)
Saint-Samson è un comune francese di 340 abitanti situato nel dipartimento del Calvados nella regione della Normandia.

## Società

### Evoluzione demografica
Abitanti censiti